# Piebaldismo
El piebaldismo es un síndrome  autosómico dominante que produce áreas de despigmentación debida a la ausencia de melanocitos en las zonas afectadas. 
El desorden genético se ha encontrado en el gen KIT (situado en el cromosoma 4q12), que codifica un receptor celular con actividad tirosina quinasa (Receptor tirosina quinasa|RTK), que afecta a la diferenciación y a la migración de los melanoblastos a la epidermis, donde se convierten en melanocitos para producir el color característico de la piel. 
Este síndrome se caracteriza por producir un fenotipo de parches de piel blanca (leucodermia) y de pelo blanco (poliosis), generalmente en regiones del tronco o de la cara, y, con más frecuencia, en la frente. Generalmente, estas manchas o mechones amelatónicos (sin color) son los únicos hallazgos visibles del síndrome. Esta condición, que es producida por una variación genética, también puede generar otro tipo de alteraciones en el cuerpo, como esterilidad, o anemia, o variaciones en el desarrollo de las neuronas, el intestino o el oído.

## Manifestaciones clínicas
Los individuos afectados presentan despigmentación persistente y estable en el pelo y en la piel ya en el momento de nacer , aunque en algunas ocasiones puede ser común la repigmentacion parcial o completa.
Un mechón blanco de pelo generalmente de forma triangular puede ser la única manifestación en el 80 o 90% de los casos. Por otro lado, también pueden estar involucradas otras partes del cuerpo, como la frente o las cejas. En general, suelen encontrarse parches irregulares en la cara, el tronco o las extremidades, en distribuciones simétricas. 
Típicamente es común encontrar islas de hiperpigmentacion dentro y en los bordes de las áreas despigmentadas. 
Las anomalías en la pigmentación de la piel en el piebaldismo se restringen al pelo y a la piel, aunque se han hallado ciertas similitudes con fenotipos de otras enfermedades, como es la enfermedad de Hirschsprung o megacolon agangliónico, lo que sugiere que puede haber diferentes genes o interacciones entre estos que pueden llegar a causar fenotipos parecidos; es decir: se puede evidenciar la presencia de una red de genes y proteínas que interactúan en la regulación de los melanocitos y su papel en la pigmentación de la piel, además de neuronas y otro tipo de receptores que tienen una función importante durante la embriogénesis. 

## Histología
Los melanocitos están considerablemente reducidos o ausentes histológica y ultraestructuralmente en los parches despigmentados; y tienen una presencia normal en los parches pigmentados. 

## Melanocitos
Los melanocitos son células dendríticas que producen y transfieren melanina a las células que rodean la epidermis (queratinocitos), los queratinocitos son el tipo de células más abundante en la epidermis: suman un 95% de ellas. 
La unidad de melanina epidérmica de los humanos se caracteriza por presentar una relación simbiótica entre un melanocito y aproximadamente 36 queratinocitos asociados a él. 
Los melanocitos se localizan generalmente en la capa basal de la epidermis en un radio e 1:5 con respecto a los queratinocitos basales. Este balance se mantiene gracias a la inducción de la regulación mediada por la división de los melanocitos. 
Los melanocitos tienen que estar en continuo contacto con los queratinocitos para poder empacar la melanina y transferírsela. Esta unión de células es muy importante para que la piel no se vea despigmentada. 
Para poder proliferar, los melanocitos han de desacoplarse de la base de la membrana de los queratinocitos, retraer las dendritas y dividirse, para después migrar a través de la base de la membrana antes de reacoplarse finalmente a la matriz y a los queratinocitos de otra célula melánica de la epidermis. 

## El genKIT
El piebaldismo es causado por una mutación en el gen KIT (también conocido como c-Kit). La proteína KIT es esencial para la proliferación y la migración de las células de la cresta neural, precursoras de la célula germinal y de las células sanguíneas. El gen KIT también es importante en la diferenciación y migración de los melanoblastos.
Este gen codifica un receptor con actividad tirosina quinasa (RTK) para la citoquina factor de células madre (SCF), que juega un papel importante en la hematopoyesis, melanogénesis y espermatogénesis. 
KIT pertenece a la familia de receptores con actividad tirosina quinasa (RTK) de tipo III (o familia de PDGFR) con una región extracelular que contiene 5 dominios de tipo inmunoglobina, un dominio transmembrana y un dominio tirosina quinasa intracelular. 
La unión de KIT a su ligando a través de su región extracelular causa la dimerización de dos cadenas del receptor, lo que activa el dominio tirosina quinasa intracelular. Esta activación permite que se fosforilen residuos de tirosina tanto en la proteína KIT como en otras proteínas que estén involucradas en la vía de transducción de señal que controla la proliferación de las células.
Sobre este gen, se han descrito 14 mutaciones puntuales, 9 deleciones, 2 mutaciones en desplazamientos de nucleótidos y 3 inserciones relacionadas con enfermedades que afectan a la producción del color de la piel, como es el caso del piebaldismo; se produce un amplio rango de fenotipos. Las manifestaciones clínicas o los diferentes fenotipos producidos dependen del sitio donde se dé la mutación dentro del gen.
Experimentalmente, la reducción inducida de la función de KIT resulta en la inhibición de la proliferación de los melanocitos in vitro. Además, la migración de los melanoblastos dentro de la dermis durante el desarrollo requiere de la función de KIT de manera importante. Por esta razón, la expresión insuficiente de KIT durante la señal de transducción generalmente resulta en una proliferación inadecuada de los melanoblastos antes de su migración durante el desarrollo. 
La ausencia localizada de pigmentación en regiones del pelo o de la piel se explica por la migración anormal de los melanocitos a las áreas afectadas. Esta ausencia es confirmada por la ausencia de la proteína KIT en esos sitios. 
Las mutaciones negativas dominantes del dominio tirosina quinasa intracelular parecen ser las causantes de los fenotipos más severos, mientras que las mutaciones del dominio extracelular de unión a ligando dan como resultado una haploinsuficiencia, y están asociadas a las representaciones más suaves de piebaldismo. Por otro lado, los fenotipos intermedios son producidos por mutaciones cerca de la región de adhesión de la transmembrana. El fenotipo clásico o más común de piebaldismo se da por mutaciones en regiones vecinas al codón 620 del gen. 
Una nueva sustitución en el dominio tirosina quinasa intracelular del gen KIT fue encontrada en una mujer surafricana que presentaba un fenotipo de piebaldismo severo y una profunda sordera congénita, mostrando un fenotipo intermedio entre piebaldismo y varias formas del síndrome de Waardenburg.

## Crecimiento de los melanocitos
El crecimiento de los melanocitos es controlado por los queratinocitos que lo rodean debido a tres tipos de interacciones entre células. 
- Comunicación extracelular que se da a través de factores de crecimiento paracrinos.

- Comunicación intracelular mediada por mensajeros secundarios y señales de transducción.

- Comunicación intracelular mediada por moléculas de adhesión célula-célula, célula-matriz, y uniones gap.

## Migración de los melanocitos
Los melanocitos son células derivadas de la cresta neural que migran a través del eje dorsolateral hacia el ectodermo y se mueven a lo largo de la piel hacia la línea media ventral del abdomen. 
En condiciones normales, la homeostasis de las células determina si éstas se quedan quietas, proliferan, se diferencian o sufren apoptosis. Los queratinocitos controlan el crecimiento y comportamiento de los melanocitos a través de un complejo sistema paracrino de factores de crecimiento y moléculas de adhesión célula-célula (HAASS). 
Los melanocitos escapan del control de los queratinocitos principalmente a través de tres mecanismos: 
- 1: Cascadas de regulación para abajo mediadas por los receptores que son importantes en la comunicación con los queratinocitos, como la cadherina-E, la cadherina-P, la desmogleína, y las conexinas. Este tipo de cascadas son mediadas por factores de crecimiento producidos por los fibroblastos o por los queratinocitos.

- 2: Cascadas de regulación para arriba de los receptores y moléculas de señalización que no se encuentran en los melanocitos pero son importantes en las interacciones melanoma-melanoma o melanoma-fibroblastos, como por ejemplo la cadherina-N, Mel-CAM, y la proteína 1 (ZO-1).

- 3: Pérdida del anclaje o de la unión de los melanocitos a la base de la membrana, debida a la alteración de la expresión del ligando de la matriz extracelular, de la superfamilia de las integrinas.

La migración y la supervivencia de los melanocitos en la periferia está afectada por diferencias tanto genéticas como ambientales durante el desarrollo. Durante la última década, han sido identificadas muchas moléculas indispensables para estos procesos. 
Este tipo de moléculas son el producto de genes codificantes para la coloración de la piel. Una de estas moléculas que juega un papel importante en este tipo de procesos es el factor de células madre (SCF) y su receptor c-Kit, involucrados tanto en la migración como en la supervivencia de los melanocitos. 
Algunos mutantes de los loci Sl y W del gen KIT afectan a factores de proliferación como el factor de células madre, así como algunos receptores de membrana identificados como c-Kit que afectan a la supervivencia y a la migración de los melanocitos. En general es importante tener en cuenta que tanto el ligando como el receptor desempeñan un papel muy importante en el desarrollo de la migración y de la proliferación, así como los sitios específicos de la mutación que afectan a las cascadas de regulación mencionadas anteriormente. 

## Tratamiento
Hasta ahora, los tratamientos han sido poco satisfactorios. Se han intentado injertos de melanocitos procedentes de cultivos celulares con poco resultado cosmético. Por otro lado, también se han intentado realizar injertos muy localizados ("microinjertos") de piel normal.
Se recomienda el uso de protección solar en las áreas afectadas, como también el uso de maquillaje o agentes de pigmentación como dihidroxiacetona (DHA) para camuflar las áreas expuestas de la piel que carecen de melanoblastos.